# Domein De Bruyn

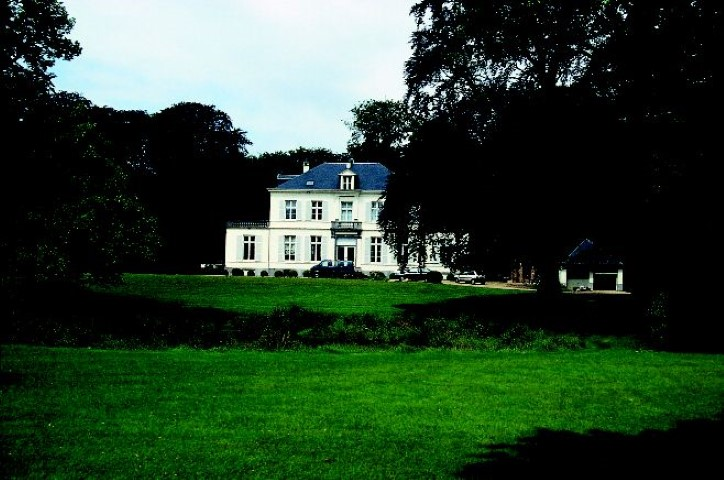
Domein De Bruyn met kasteel

Het Domein De Bruyn is een kasteeldomein in de Vlaams-Brabantse plaats Holsbeek, gelegen aan de Chartreuzenberg 37-39 en 37A.

## Geschiedenis
Tussen 1807 en 1820 werd hier een buitenhuis gebouwd in opdracht van de weduwe van Lievin De Bruyn. Dit buitenhuis bevond zich nabij de top van de Chartreuzenberg. Halverwege de 19e eeuw stond dit al bekend als château. In de jaren '90 van de 19e eeuw werd het tamelijk ingrijpend verbouwd. Het park werd vooral na 1920 uitgebreid in opdracht van Victor De Bruyn. Er werd een vijver aangelegd die gevoed werd vanuit op de berghelling ontspringende bronnetjes. Na diens dood in 1931 werd het domein gesplitst en kwamen de diverse bijgebouwen aan verschillende eigenaars.